# Selho (São Cristóvão)
Selho (São Cristóvão) (oficialmente; também usado São Cristóvão de Selho) é uma freguesia portuguesa do município de Guimarães., com 2,66 km² de área e 2 138 habitantes (censo de 2021). A sua densidade populacional é 803,8 hab./km².
O seu orago é, tal como se indica no nome da freguesia, São Cristóvão, cuja festa se realiza nesta freguesia normalmente no 3.º fim de semana do mês de maio.
Como principais valências possui uma Igreja, um Centro Paroquial, um Centro de Dia para Idosos e ATL. O campo de futebol para equipa desta freguesia já está construído e à sua volta existe um parque de lazer.

## Demografia
A população registada nos censos foi:
| Ano  | 0-14 Anos | 15-24 Anos | 25-64 Anos | > 65 Anos |
| 2001 | 519       | 383        | 1439       | 228       |
| 2011 | 345       | 331        | 1371       | 333       |
| 2021 | 229       | 242        | 1201       | 466       |

## Património
- Casa do Ribeiro, incluindo quinta e mata
- Quinta de Cardido, incluindo quinta e Capela